# Auguste-Louis Dion
Auguste-Louis Dion, né à Paris dans le 7e arrondissement le 3 janvier 1824 mort à Paris dans le 11e arrondissement le 19 novembre 1873, est un sculpteur animalier français.

## Biographie
Dion est l'élève du sculpteur Hippolyte Heizler (1828-1871). Il installe son atelier à Paris au 18 rue d'Angoulême-du-Temple. Il expose au Salon des Refusés en 1863 puis participe au Salon de Paris de 1865 à 1870. Il épouse Clarisse Lauret, corsetière, le 25 juillet 1861 à la mairie du 11e arrondissement de Paris.
Il meurt à Paris le 19 novembre 1873, dans le 11e arrondissement.

## Œuvres

### Études
- 1863, Tourterelle, plâtre

### Sculptures
- 1865, Cerf de France, plâtre

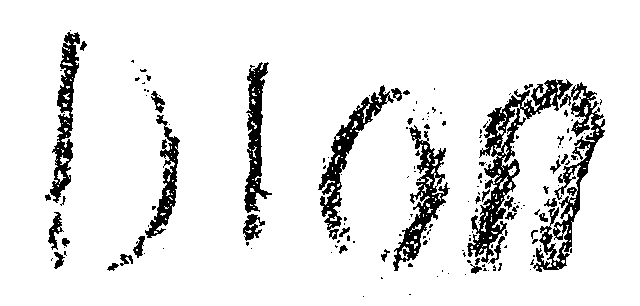
Signature d'un bronze d'Auguste-Louis Dion

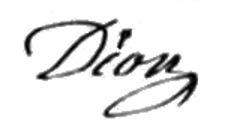
Signature manuscrite d'Auguste-Louis Dion

- 1869, Lionne et son lionceau, plâtre
- 1870, Lionne et son lionceau, bronze
- 1870, Jeune taureau couché, terre cuite
- 1870, Tête de cheval, médaillon en plâtre